# The Riff
„The Riff“ je první píseň z alba To Beast or Not to Beast finské heavymetalové kapely Lordi. K písni byl také natočen klip. Je to taky první píseň Lordů, která byla vydána také jako oficiální text k videu.

## Klip
Klip byl natáčen v České republice v supermarketu Albert. Video bylo natáčeno Martinem Mullerem a v klipu účinkovala česká modelka Dominika Jandlová. Video bylo cenzurováno společností Sony Music, která nepřipustila, aby se Dominika Jandlová objevila na videu nahá.

## Píseň
Píseň vypráví příběh chlapa, který potká smrťáka. Ten po něm žádá, aby se s ním projel. Smrťák chlapovi předvádí jeho píseň na kytaru a ptá se ho jaké to bylo. Muž odpoví, že se mu líbil jen „zabijácký“ riff. Příběh končí tím, že smrťák umírá.